# 沃倫斯堡 (密蘇里州)
沃伦斯堡（英语：Warrensburg）美国密苏里州约翰逊县的一个城市和县城。2020年人口普查的人口为20313人。沃伦斯堡小城市统计区由约翰逊县组成。这个城市是一个大学城，因为它是中央密苏里大学的所在地。